# Brian Williams (rugby à XV)
Pour les articles homonymes, voir Brian Williams.
Pas d'image ? Cliquez ici

a Compétitions nationales et continentales officielles uniquement.

b Matchs officiels uniquement.
Brian Richard Williams, né le 9 juillet 1960 à Penyffordd et mort le 7 février 2007 à Llangolman, est un joueur gallois de rugby à XV qui a joué pour l'équipe du pays de Galles évoluant au poste de pilier.

## Biographie
Brian Williams évolue en club à Neath RFC et remporte deux coupes du pays de Galles en 1989 et 1990 ainsi que trois titres de champion en 1989, 1990 et 1991. Il détient un record mondial qui tient toujours : le record de points et d'essais marqués en une saison, soit 1 917 points pour 385 essais en 1988-1989. Il compte également 5 sélections en équipe du pays de Galles de rugby à XV. Il connaît également deux sélections en 1990 avec les Barbarians. Brian Williams mis un terme à sa carrière en 1995 après avoir joué plus de 250 matchs pour Neath RFC.

## Palmarès
- Vainqueur du Championnat gallois en 1989, 1990 et 1991
- Vainqueur de la coupe du pays de Galles en 1989 et 1990